# Rusifikace

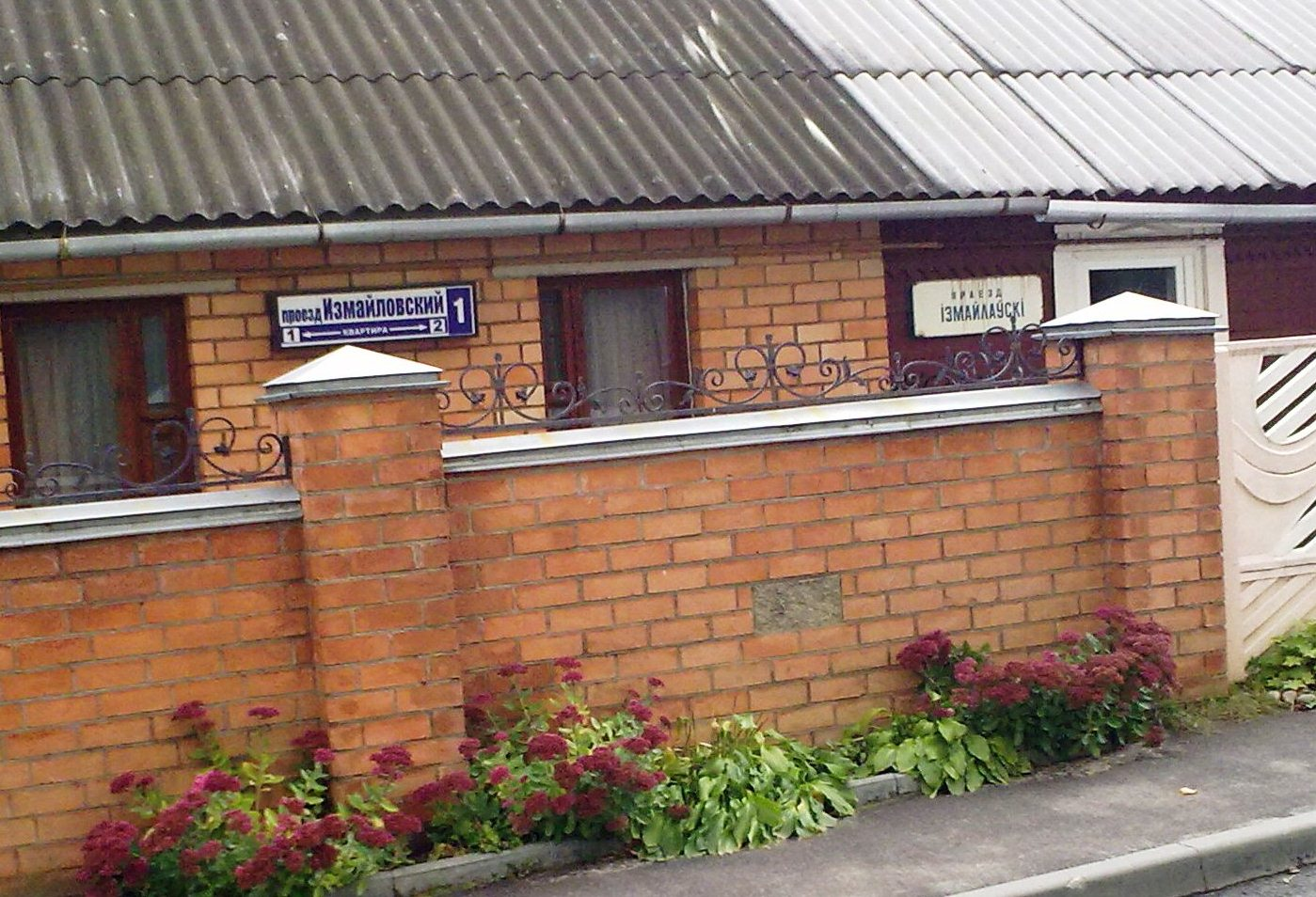
Minsk v Bělorusku, 2011: stará cedule s názvem ulice v běloruštině (vpravo) nahrazena novou v ruštině (vlevo).

Rusifikace (rusky русификация) či porušťování, je proces jazykové, kulturní a politické integrace a asimilace neruského obyvatelstva, nebo jejich kombinace v různém měřítku, ve které se Nerusové, ať už nedobrovolně nebo dobrovolně, vzdávají své kultury a jazyka ve prospěch ruské kultury a ruského jazyka.
V historickém smyslu tento termín odkazuje na oficiální i neoficiální politiku Ruské říše a Sovětského svazu týkající se jejich národních složek a národnostních menšin v Rusku, zaměřených na ruskou nadvládu a hegemonii.
Hlavními oblastmi rusifikace jsou politika a kultura. V politice je prvkem rusifikace přidělování ruských státních příslušníků do vedoucích administrativních pozic v národních institucích. V kultuře se rusifikace rovná především nadvládě ruského jazyka v úředních záležitostech a silnému vlivu ruského jazyka na národní idiomy. Demografické posuny ve prospěch etnické ruské populace jsou také považovány za formu rusifikace.
Někteří badatelé rozlišují rusifikaci jako proces změny vlastního etnického sebeoznačení nebo identity z neruského etnonyma na ruštinu, od rusifikace jako šíření ruského jazyka, kultury a lidí do neruských kultur a regionů. Dále od sovětizace nebo zavedení institucionálních forem zřízených Komunistickou stranou Sovětského svazu na celém území ovládaném touto stranou. V tomto smyslu, ačkoli rusifikace je obvykle spojena napříč rusifikací, rusizací a Ruskem vedenou sovětizací, lze každou z nich považovat za odlišný proces. Rusizace a sovětizace například automaticky nevedly k rusifikaci – změně jazyka nebo sebeidentity neruských lidí na Rusy. Na konci sovětské éry byli tedy Nerusové na pokraji toho, že se stanou většinovou populací Sovětského svazu, navzdory dlouhému vystavení ruskému jazyku a kultuře a také sovětizaci.
Po dvou kolapsech: Ruské říše v roce 1917 a Sovětského svazu v roce 1992 došlo k hlavním procesům derusifikace. O rusifikaci se hovoří i v současnosti, neboť ruský vliv v především v zemích bývalého SSSR je stále silný. Pokračující rusifikaci lze pozorovat především v současném Bělorusku, zatímco například Lotyšsko, kde tvoří Rusové třetinu obyvatel, jí poměrně intenzivně potlačilo.

## Historie
S fenoménem rusifikace se lze setkat již v dobách několik století nazpátek. Rusifikace uralských národů jako Vepsové, Mordvinci, Marijci a Permové, pocházejících z velkých částí západního a středního Ruska, začala již s původní expanzí východních Slovanů na východ. Písemné záznamy o nejstarším období jsou vzácné, ale toponymické důkazy naznačují, že tato expanze byla uskutečněna na úkor různých volžskofinských národů, které postupně Rusové asimilovali; počínaje Merjy a Muromy na počátku 2. tisíciletí našeho letopočtu.
Ve 13. až 14. století začala rusifikace Komi, ale do srdce Komi pronikla až v 18. století. V 19. století se však komisko-ruský bilingvismus stal normou a na komijský jazyk rostl rostoucí ruský vliv.
Masivní rusifikace se však stala oficiální i neoficilání součástí ruské vnitřní politiky především ve druhé polovině 19. století, a to hlavně v době vlády carů Alexandra II. (1855–1881), Alexandra III. (1881–1894) a Mikuláše II. (1894–1917). Nástup rusifikace byl přímo i nepřímo spojen s vzestupem ruského nacionalismu a se stále větším tlakem na konkurenceschopnost Ruska ve velmocenském boji v Evropě. 
Rusifikace se projevovala v kulturní asimilaci neruských národů ve formě jazyka, kulturní asimilaci nebo konverzím k pravoslavnému náboženství, ale týkala se také prosazování a zavádění ruských institucí a ruských hodnot v neruském prostředí.
Po porážce Ruska v krymské válce v roce 1856 a lednovém povstání v roce 1863 zvýšil car Alexandr II. rusifikaci, aby snížil hrozbu budoucích povstání. Rusko bylo osídleno mnoha menšinovými skupinami a donutit je přijmout ruskou kulturu bylo pokusem zabránit sebeurčovacím tendencím a separatismu. V 19. století ruští osadníci na tradiční kazašské půdě (v té době mylně označovaní jako Kyrgyzové) vyhnali mnoho Kazachů přes hranici do Číny.
Nejintenzivnější rusifikace byla rozšířena na nemoskevské etnografické skupiny, které tvořily bývalou Kyjevskou Rus, jmenovitě Ukrajince a Bělorusy (historicky označovaných jako Malé Rusko a Bílé Rusko), jejichž lidový jazyk a kultura se vyvíjely odlišně od moskevského knížectví kvůli oddělení po rozpadu Kyjevské Rusi. Mentalita za touto rusifikací, během aplikace na tyto skupiny se lišila od té, která se vztahovala na ostatní v tom, že byly ruskou carskou vládou a zastánci rusofilství prohlašovány za součást všeruského nebo ruského národa. Rusifikace konkurovala současným nacionalistickým hnutím na Ukrajině a Bělorusku, které se vyvíjely během 19. století. Ruské carské úřady stejně jako moderní ruští nacionalisté tvrdili a tvrdí, že rusifikace je organický proces národní konsolidace, který dosáhl cílů homogenizace ruského národa a zvrácení účinků polonizace.
Rusifikační politika carského Ruska postrádala jednotnou povahu a lišila se ve své intenzitě a formě podle doby ale i místa. Snahy o rusifikaci však probíhaly i v Pobaltí a Polsku, později i ve Finsku a neevropských částech Ruska. V dubnu 1905 sice Petrohradská akademie věd prakticky uznala ukrajinštinu jako samostatný jazyk, ruští nacionalisté však nadále popírali existenci ukrajinštiny a ukrajinského národa.

### V SSSR
Po revoluci v roce 1917 se úřady v SSSR rozhodly zrušit používání arabské abecedy v rodných jazycích v Sověty kontrolované Střední Asii, na Kavkaze a v Povolží (včetně Tatarstánu). To oddělilo místní muslimskou populaci od vystavení jazyku a systému psaní Koránu. Nová abeceda pro tyto jazyky vycházela z latinky a inspirovala se také tureckou abecedou. Koncem třicátých let se politika změnila. V letech 1939–1940 Sověti rozhodli, že řada těchto jazyků (včetně tatarštiny, kazaštiny, uzbečtiny, turkmenštiny, tádžičtiny, kyrgyzštiny, ázerbájdžánštiny a baškirštiny) bude od nynějška používat varianty cyrilice (viz cyrilizace v Sovětském svazu). A dále pravopis a psaní těchto nových slov musí být také v souladu s cyrilicí ruského jazyka.
Oficiálně si sice byly všechny jazyky rovny, ruština však byla společným úředním jazykem a znalost ruštiny však byla prakticky nezbytná.
Někteří historici hodnotící Sovětský svaz jako koloniální říši aplikovali myšlenku „žaláře národů“ na SSSR. Thomas Winderl napsal: „SSSR se stal v jistém smyslu větším žlářem národů, než kdy bývala stará Říše.“

## Podle země/oblasti

### Ázerbájdžán
Rusko se dostalo na jižní Kavkaz po jeho kolonizaci v první polovině devatenáctého století poté, co byl kádžárovský Írán nucen postoupit svá kavkazská území na základě Gulistanské smlouvy a Turkmenčajské smlouvy v letech 1813 a 1828 Rusku. V roce 1830 byly školy s ruským vyučovacím jazykem ve městech Šuša, Baku, Jelisavetpol (Gjandža) a Šemacha (Šamachi); později byly takové školy založeny v Kubě (Quba), Ordubadu, a Zakataly (Zaqatala). Vzdělávání v ruštině bylo mezi etnickými Ázerbájdžánci nepopulární až do roku 1887, kdy Habib bej Mahmudbejov a sultán Madžíd Ganizadeh založili první rusko-ázerbájdžánskou školu v Baku. Sekulární škola s výukou v ruštině i ázerbájdžánštině měla program navržený tak, aby byl v souladu s kulturními hodnotami a tradicemi muslimské populace. Nakonec bylo před „sovětizací“ jižního Kavkazu založeno 240 takových škol pro chlapce i dívky, včetně vysoké školy pro ženy založené v roce 1901. První rusko-ázerská referenční knihovna byla otevřena v roce 1894. V roce 1918, během krátkého období ázerbájdžánské nezávislosti, vláda prohlásila ázerbájdžánštinu za oficiální jazyk, ale používání ruštiny ve vládních dokumentech bylo povoleno, dokud všichni státní zaměstnanci nezvládli úřední jazyk.
V sovětské éře přispěla k intenzivní rusifikaci populace Baku velká ruská populace Baku, kvalita a vyhlídky vzdělání v Rusku, zvýšený přístup k ruské literatuře a další faktory. Jeho přímým důsledkem v polovině dvacátého století bylo vytvoření nadetnické městské bakuské subkultury, sjednocující lidi ruského, ázerbájdžánského, arménského, židovského a jiného původu, jejichž zvláštními rysy byla kosmopolitnost a rusky mluvící obyvatelstvo. Rozšířené používání ruštiny mělo za následek fenomén „rusky mluvících Ázerbájdžánů“, tj. vznik městské komunity etnických Ázerbájdžánců narozených v Ázerbájdžánu, kteří považovali ruštinu za svůj rodný jazyk. V roce 1970 označilo 57 500 Ázerbájdžánu (1,3 %) ruštinu za svůj rodný jazyk.

### Bělorusko
Ruské a sovětské úřady prováděly politiku rusifikace Běloruska od roku 1772 do roku 1991, přerušenou politikou bělorusizace ve dvacátých letech 20. století.
Když v roce 1994 získal moc proruský prezident Alexandr Lukašenko byla politika rusifikace obnovena.

### Finsko

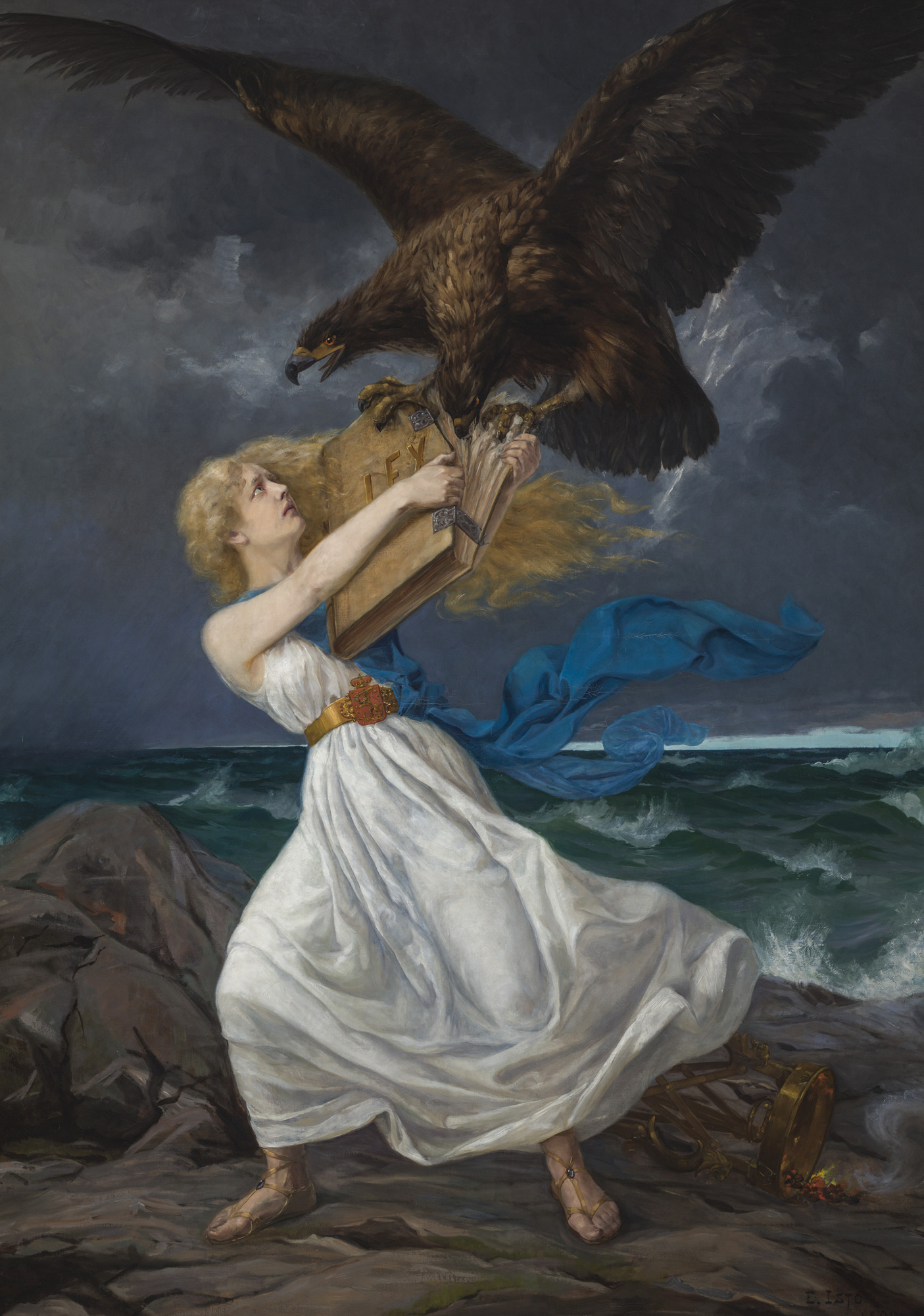
Útok (Hyökkäys), Edvard Isto (1899), symbolické vyobrazení rusifikace Finska

Finsko se stalo součástí Ruské říše v roce 1809 a získalo autonomní status Finského velkoknížectví. Po relativně dlouhou dobu leželo mimo zvláštní zájem ruských vládních kruhů, bylo spravováno autonomně a ve srovnání s jinými ruskými provinciemi také velmi moderně. V první polovině 19. století Rusové dokonce podporovali[zdroj?] růst finského národního uvědomění, a to ve snaze umenšit politický a ekonomický vliv místních švédských elit (a tedy Švédska vůbec). Ostře rusifikační snahy lze sledovat až během 90. let 19. století a znovu v době před 1. světovou válkou. V 90. letech 19. století se hlavní exponentem rusifikace Finska stal generální guvernér Finska Nikolaj Ivanovič Bobrikov (guvernérem v letech 1898-1904). Jeho snahou bylo v podstatě zlikvidovat finskou autonomii v oblasti administrativy, ekonomiky, vzdělávání i jazyka. Rusifikační snahy byly také spojeny se snahami o likvidaci politických práv a privilegií Finska. Russifikace Finska (1899–1905, 1908–1917), sortokaudet („doby útlaku“ ve finštině) byla vládní politika Ruské říše zaměřená na ukončení finské autonomie. Finská opozice vůči rusifikaci byla jedním z hlavních faktorů, které nakonec vedly k vyhlášení nezávislosti Finska v roce 1917.

### Ukrajina

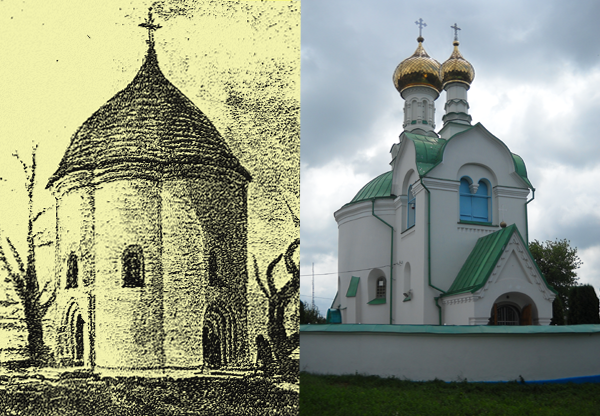
Jeden z ukrajinských kostelů před a po přestavbě

Ruské a sovětské úřady prováděly politiku rusifikace Ukrajiny od roku 1709 do roku 1991, přerušenou politikou korenizace ve 20. letech 20. století.
Ruské gubernie osídlené ukrajinsky mluvícím obyvatelstvem (přibližně dnešní Ukrajina) byly podrobeny rusifikačním snahám na konci 18. století a to především v oblasti administrativy. Se sílícím vlivem ruského nacionalismu ve druhé polovině 19. století byl ale zesílen rusifikační tlak týkající se jazyka a škol. Podle velkoruské ideologie nebyli Ukrajinci považováni za nezávislý národ, ale pouze za členy ruského národa mluvící odlišnými dialekty ruštiny. Například v ruských guberniích dnešní Ukrajiny byla zakázána ukrajinština (označovaná za cizí dialekt ruštiny) v rámci vyučovacího procesu a také v rámci publicistiky carským nařízením (1876). Od tohoto roku platil výslovný zákaz používání ukrajinského jazyka v tisku nebo importu literatury, inscenování her nebo přednášek v ukrajinštině (viz Emžský dekret). Z jazykovědného hlediska jsou přitom ukrajinština od ruštiny vzdálenější než bulharština; má blíže k polštině než k ruštině (pro představu: čeština je k polštině ještě blíže, než tyto jazyky).
Dalším projevem rusifikace byla snaha o vytlačení řeckokatolické církve kolem které se formoval ukrajinský národ ve Volyni a Haliči. Rusko tlačilo ke konverzi k pravoslaví na západní Ukrajině, především v Zakarpatí. Od poloviny 19. století se velkým problémem stala národnostní situace rakouských Rusínů, samostatného národa žijícího především v rakouské Haliči, který paradoxně současní Ukrajinci neuznávají a považují je za pouhou větev ukrajinského národa, stejně tak jako Ukrajince zase považují za polonizované Rusy některé ruské nacionalistické kruhy. Zatímco ruští Ukrajinci byli podrobováni zmíněným rusifikačním snahám, rakouští Ukrajinci a Rusíni mohli relativně svobodně rozvíjet svojí národní kulturu a jazyk, jak to zaručovala předlitavská ústava z roku 1867. Přeshraniční kontakty a komunikace potom podporovaly národní hnutí ruských Ukrajinců.
Řada ukrajinských aktivistů zemřela sebevraždou na protest proti rusifikaci, včetně Vasyla Makukha v roce 1968 a Oleksy Hirnyka v roce 1978.
Po ruské anexi Krymu v roce 2014 a vzniku neuznaných entit podporovaných Ruskem na východní Ukrajině byla zahájena jistá forma rusifikace, přestože tyto oblasti jsou převážně rusky mluvící.

### Lotyšsko
14. září 1885 podepsal Alexandr III. ukaz stanovující povinné používání ruštiny pro úředníky baltské gubernie. V roce 1889 byl rozšířen, aby se vztahoval i na úřední jednání pobaltských městských samospráv. Začátkem 90. let 19. století byla ve školách baltských gubernií prosazena jako vyučovací jazyk ruština.
Po sovětské re-okupaci Lotyšska v roce 1944 se ruština stala jazykem státního obchodu a ruština sloužila jako jazyk mezietnické komunikace mezi stále více urbanizovanými neruskými etnickými skupinami, což z měst učinilo hlavní centra pro používání ruského jazyka a z funkčního bilingvismu v ruštině nezbytné minimum pro místní obyvatelstvo.
Ve snaze částečně zvrátit sovětskou rusifikační politiku a dát lotyšskému jazyku rovnější postavení vůči ruštině přijala takzvaná lotyšská národní komunistická frakce v rámci Komunistické strany Lotyšska v roce 1957 návrh zákona, který učinil znalost lotyštiny i ruštiny povinnou pro všechny zaměstnance komunistické strany, vládní funkcionáře a pracovníky sektoru služeb. Zákon obsahoval 2letou lhůtu pro získání znalostí v obou jazycích.
V roce 1958, kdy se blížila dvouletá lhůta pro předložení návrhu zákona, se Komunistická strana Sovětského svazu rozhodla uzákonit reformu školství, jejíž součást, tzv. teze 19, dala rodičům ve všech sovětských republikách, s výjimkou Ruské SFSR, možnost pro jejich děti ve veřejných školách studovat buď jazyk titulárního národa republiky (v tomto případě lotyštinu), nebo ruštinu a také jeden cizí jazyk, na rozdíl od předchozího vzdělávacího systému, kde se školní děti povinně učily všechny tři jazyky.
Kvůli silnému odporu lotyšských národních komunistů a lotyšské veřejnosti byla lotyšská SSR pouze jednou ze dvou z 12 sovětských republik, které neustoupily rostoucímu tlaku na přijetí teze 19 a vyloučily její obsah ze svých ratifikovaných stanov. To vedlo k případné čistce lotyšských národních komunistů z řad komunistické strany v letech 1959 až 1962. Měsíc po odstranění vůdce lotyšských národních komunistů Eduardse Berklavse provedl celostátní legislativu v Lotyšsku Arvīds Pelše.
Ve snaze dále rozšířit používání ruštiny a zvrátit práci národních komunistů byl v Lotyšsku založen bilingvní školský systém s paralelními třídami, které se vyučovaly jak v ruštině, tak v lotyštině. Počet takových škol dramaticky vzrostl, včetně regionů, kde byla ruská populace minimální, a v červenci 1963 zde bylo již 240 bilingvních škol.
Důsledkem reformy byl postupný pokles počtu hodin přidělených na výuku lotyštiny v ruských školách a nárůst hodin vyhrazených na výuku ruštiny v lotyšských školách. V letech 1964–1965 byl celkový týdenní průměr hodin lotyšského jazyka a hodin ruského jazyka a literatury v lotyšských školách ve všech ročnících uváděn na 38,5 a 72,5 hodin, v porovnání se 79 hodinami věnováno ruskému jazyku a 26 hodinami věnovaných lotyšskému jazyku a literatuře na ruských školách. Reforma byla přičítána přetrvávající špatné znalosti lotyšského jazyka mezi Rusy žijícími v Lotyšsku a rostoucí jazykové propasti mezi Lotyši a Rusy.
V roce 1972 byl Dopis 17 lotyšských komunistů propašován mimo lotyšskou SSR a koloval v západním světě a obviňoval Komunistickou stranu Sovětského svazu z „velkého ruského šovinismu“ a „pokrokové rusifikace veškerého života v Lotyšsku“:
„Prvním hlavním úkolem je převést z Ruska, Běloruska a Ukrajiny co nejvíce Rusů, Bělorusů a Ukrajinců a trvale je přesídlit do Lotyšska (...) Nyní má republika již řadu velkých podniků, kde nejsou téměř žádní Lotyši mezi dělníky, inženýrsko-technickým personálem a řediteli (...); existují i takové, kde většinu pracovníků tvoří Lotyši, ale žádný z vedoucích pracovníků nerozumí lotyštině (...) Asi 65 % lékařů pracujících v městských zdravotnických zařízeních nemluví lotyšsky (...) Požadavky nově příchozích na zvýšení ruského rozhlasového a televizního vysílání v republice je uspokojováno. V současné době je jeden rozhlasový a jeden televizní program vysílán výhradně v ruštině a druhý program je smíšený. Zhruba dvě třetiny rozhlasového a televizního vysílání v republice jsou tedy v ruštině. (...) asi polovina periodik vydávaných v Lotyšsku je stejně v ruštině. Díla lotyšských spisovatelů a školní učebnice v lotyštině nemohou být vydány, protože je nedostatek papíru, ale vycházejí knihy ruských autorů a školní učebnice v ruštině. (..) Existuje mnoho kolektivů, kde mají Lotyši absolutní většinu. Pokud je však v kolektivu jediný Rus, bude požadovat, aby schůzka byla vedena v ruštině, a jeho požadavek bude uspokojen. Pokud se tak nestane, je kolektiv obviňován z nacionalismu.“

### Polsko a Litva

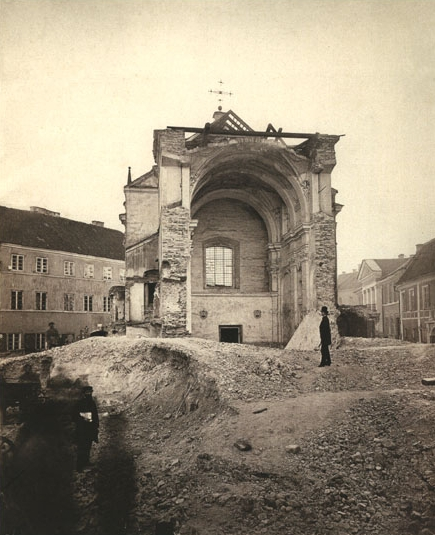
Kostel sv. Josefa ve Vilniusu byl zbořen na příkaz úřadů, 1877

V 19. století se Ruská říše snažila nahradit ukrajinský, polský, litevský a běloruský jazyk a jejich dialekty ruštinou v těch oblastech, které byly připojeny k Ruské říši po dělení Polska (1772–1795) a po Vídeňském kongresu (1815). Carské Rusko čelilo v roce 1815 zásadní kritické kulturní situaci:
"Velké části ruské společnosti se v důsledku napoleonských válek dostaly pod cizí vliv a zdály se být otevřené změnám. V důsledku pohlcení tak velkého polského území bylo v roce 1815 nejméně 64 procent šlechty v říši Romanovců polského původu, a protože bylo více gramotných Poláků než Rusů, více lidí v ní umělo číst a psát polsky než rusky. Třetí největší město, Vilnius, bylo zcela polského charakteru a jeho univerzita byla nejlepší v Říši.

Rusifikace v Kongresovém Polsku zesílila po listopadovém povstání v roce 1831, a zejména po lednovém povstání v roce 1863. V roce 1864 byl na veřejných místech zakázán polský a běloruský jazyk; v 80. letech 19. století byla polština zakázána ve školách, na školních pozemcích a v kancelářích Kongresového Polska. Výzkum a výuka polského jazyka, polské historie nebo katolicismu byly zakázány. Negramotnost vzrostla, protože Poláci se rusky učit odmítali. Studenti byli biti za odpor k rusifikaci. Vznikla polská podzemní vzdělávací síť, včetně slavné Létající University. Podle ruských odhadů se na počátku 20. století na území Kongresového Polska účastnila tajného vyučování s využitím polských literárních děl asi jedna třetina obyvatel.
Počínaje 40. lety 19. století Rusko zvažovalo zavedení cyrilice pro hláskování polského jazyka, přičemž první školní knihy byly vytištěny v 60. letech 19. století; reforma byla nakonec považována za zbytečnou kvůli zavedení školní výuky v ruském jazyce.
K podobnému vývoji došlo v Litvě. Její gubernátor Michail Muravjov (v úřadu 1863–1865) zakázal veřejné používání mluvené polštiny a litevštiny a uzavřel polské a litevské školy; učitelé z jiných částí Ruska, kteří těmito jazyky nemluvili, byli nastěhováni, aby vyučovali. Muravjov také zakázal používat latinku a gotické písmo ve vydávání. Říkal: "Co nedokázal ruský bajonet, to zvládne ruská škola." ("Что не додѣлалъ русскій штыкъ – додѣлаетъ русская школа.") Tento zákaz, zrušený teprve v roce 1904, ignorovali litevští pašeráci knih (Knygnešiai), kteří přivezli litevské publikace tištěné v latinské abecedě, historický pravopis litevského jazyka, z Malé Litvy (část Východního Pruska) a ze Spojených států do litevsky mluvících oblastí carského Ruska. Knygnešiai symbolizovali odpor Litevců proti rusifikaci.
Russifikační kampaň také povýšila ruskou pravoslavnou víru nad katolicismus. Použitá opatření zahrnovala uzavření katolických klášterů, oficiální zákaz staveb nových kostelů a přidělení mnoha starých kostelů ruské pravoslavné církvi, zákaz katolických škol a zřízení státních škol, které vyučovaly pouze pravoslavné náboženství, což vyžadovalo, aby katoličtí kněží kázali pouze oficiálně schválená kázání. Dále bylo vyžadováno, aby katolíci, kteří si vzali členy pravoslavné církve, konvertovali. Od katolických šlechticů byla vyžadována dodatečná daň ve výši 10 % ze svých zisků, omezení množství půdy, kterou by katolický rolník mohl vlastnit, a přechod od gregoriánského kalendáře (používané katolíky) na juliánský (používaný pravoslavnou církví).
Většinu majetku pravoslavná církev v Kongresovém Polsku v 19. století získala na náklady katolické církve obou obřadů (římského a řeckokatolického).
Po lednovém povstání v roce 1863 bylo šlechticům polského a litevského původu, kteří byli obviněni z napomáhání povstání, zkonfiskováno mnoho panství a velké kusy půdy; tyto majetky byly později dány nebo prodány ruským šlechticům. Vesnice, kde žili příznivci povstání, byly znovu osídleny etnickými Rusy. Vilniuská univerzita, kde byl vyučovacím jazykem polština spíše než ruština, byla v roce 1832 uzavřena. Litevcům a Polákům bylo v Litvě zakázáno zastávat jakákoli veřejná zaměstnání (včetně odborných pozic, jako jsou učitelé a lékaři); to nutilo vzdělané Litevce přestěhovat se do jiných částí Ruské říše. Starý zákoník byl zrušen a byl uzákoněn nový, založený na ruském zákoníku a napsaný v ruském jazyce; ruština se stala jediným administrativním a právním jazykem v této oblasti. Většina z těchto akcí skončila na začátku rusko-japonské války v letech 1904–1905, jiným však trvalo déle, než byly obráceny; Vilniuská univerzita byla znovu otevřena až poté, co Rusko v roce 1919 ztratilo nad městem kontrolu.

### Besarábie/Moldavsko
Besarábie byla připojena k Ruské říši v roce 1812. V roce 1816 se Besarábie stala autonomním státem, ale pouze do roku 1828. V roce 1829 bylo ve správě zakázáno používání rumunského jazyka a v roce 1833 bylo v kostelech. V roce 1842 bylo na středních školách zakázáno vyučování v rumunštině a v roce 1860 byla rumunština zakázána na základních školách.
Ruské úřady podporovaly migraci Moldavanů do jiných provincií Ruské říše (zejména na Kubáň, Kazachstán a Sibiř), zatímco cizí etnické skupiny (zejména Rusové a Ukrajinci, nazývaní v 19. století „Malorusové“) byly povzbuzovány k usazování v Besarábii. Ačkoli sčítání lidu z roku 1817 etnickou příslušnost nezaznamenalo, rumunští autoři tvrdili, že Besarábie byla v té době osídlena 86 % Moldavany, 6,5 % Ukrajinci, 1,5 % Rusy (Lipovany) a 6 % jinými etnickými skupinami. O 80 let později, v roce 1897, byla etnická struktura velmi odlišná: pouze 56 % Moldavanů, ale 11,7 % Ukrajinců, 18,9 % Rusů a 13,4 % jiných etnických skupin. Během 80 let, mezi lety 1817 a 1897, klesl podíl moldavského obyvatelstva o 30 %.
Po sovětské okupaci Besarábie v roce 1940 byla rumunská populace Besarábie pronásledována sovětskými úřady, zejména v letech po připojení, založeném většinou na společenských, vzdělávacích a politických základech; kvůli tomu byly na rumunskou populaci znovu uvaleny rusifikační zákony. Moldavský jazyk podporovaný během meziválečného období sovětskými úřady nejprve v Moldavské autonomní sovětské socialistické republice a po roce 1940 vyučován v Moldavské sovětské socialistické republice, byl ve skutečnosti rumunský jazyk, ale byl psán verzí cyrilice odvozené z ruské abecedy. Zastánci cyrilice argumentují, že i rumunský jazyk byl historicky psán cyrilským písmem, i když jeho odlišnou verzí (viz moldavská abeceda a rumunská cyrilice).

### Východní Prusko
Severní část německé provincie Východního Pruska byla po druhé světové válce připojena Sovětským svazem k RSFSR a stala se Kaliningradskou oblastí. Zatímco bývalá německá populace byla odsunuta nebo deportována do Sovětského svazu na nucené práce, došlo k systematickému osidlování Kaliningradské oblasti Rusy, Bělorusy a Ukrajinci. Téměř všechny kulturní statky připomínající Němce (např. kostely, hrady, paláce, pomníky, odvodňovací systémy atd.) byly zbořeny nebo ponechány chátrat. Všechny osady dostaly jména v ruském jazyce, stejně jako vodní plochy, lesy a další geografické prvky. Severovýchodní Prusko tak bylo zcela rusifikováno.

### Rusifikace neevropských národů Ruska
Zájem ruského centra se v 19. století neomezoval jenom na oblast západních provincií Ruska, ale i východním směrem. Zde se rusifikace mísila s ruským orientalismem a kolonialismem. Civilizační misie a konverze k pravoslaví se stávaly hlavními nástroji rusifikačních snah mezi například kazaňskými Tatary a dalšími národy turkického původu.